# Chemenot
Chemenot település Franciaországban, Jura megyében. Lakosainak száma 33 fő (2022. január 1.). Chemenot Champrougier, La Charme, Le Chateley, Colonne, Foulenay és Le Villey községekkel határos.

## Népesség
A település népességének változása:
| Lakosok száma | 47   | 48   | 41   | 39   | 35   | 35   | 37   | 37   | 38   | 33   |
|               | 1968 | 1982 | 1990 | 2006 | 2013 | 2015 | 2017 | 2019 | 2020 | 2022 |